# You Can't Regret What You Don't Remember
You Can't Regret What You Don't Remember è il secondo album da solista di Ben Moody (ex chitarrista del gruppo statunitense Evanescence), prodotto dallo stesso cantante e pubblicato dalla sua etichetta discografica FNR Records l'11 novembre 2011.

## Tracce
1. Why You – 2:08 (Ben Moody)
2. 10.22 ('03 Version) – 4:10 (Ben Moody, Marty O'Brien)
3. Chasing Yesterday – 3:21 (Ben Moody, David Hodges, Rene Mata, Danny Martinez)
4. Always Do – 4:17 (Ben Moody, Marty O'Brien)
5. Sanctuary – 4:52 (Ben Moody)
6. Never Turn Back (Dead Man Walking Remix) – 5:22 (Ben Moody, Michael Tait)
7. Hold Me Down (Burn in Hell Mix) – 6:07 (Ben Moody)
8. Run Away – 4:23 (Ben Moody, Jason C. Miller, Lance Garvin)
9. Just Breathe – 3:40 (Ben Moody, Josh Newell)
10. Everything Burns (In Memoriam) – 6:37 (Ben Moody)

## Formazione[1]
- Ben Moody – voce, chitarre, pianoforte, tastiere, batteria, percussioni, programmazione
- Jason C. Miller – voce, cori
- Michael Tait – voce, cori
- Hana Pestle – cori
- David Hodges –  cori
- Mitch Allan –  cori
- Marty O'Brien – basso
- Josh Newell – basso; voce in Chasing Yesterday
- Tobin Esperance – basso
- John Tempesta – batteria, percussioni tribali
- Zak St. John – batteria
- Dan Certa – programmazione aggiuntiva
- Jared Scott – programmazione aggiuntiva

## Crediti[1]
- Produzione: Ben Moody, Dan Certa, Jared Scott
- Produzione aggiuntiva: Jay Baumgardner
- Mixaggio e masterizzazione: Dan Certa
- Ingegneri dell'audio: Dan Certa, Jared Scott, Josh Newell, and Ben Moody, assisted by Dave Colvin, Sergio Chavez e Casey Lewis.
- Registrato agli NRG Recording / Coffin Case Warehouse / Sound Asleep Studios / Setback Studios
- Copertina e booklet fotografati e progettati da Jasmine Safaeian